# Курув (гмина)
Курув (пол. Kurów) — городско-сельская гмина (волость) в Польше, входит как административная единица в Пулавский повет, Люблинское воеводство. Население — 7892 человека (на 2006 год).

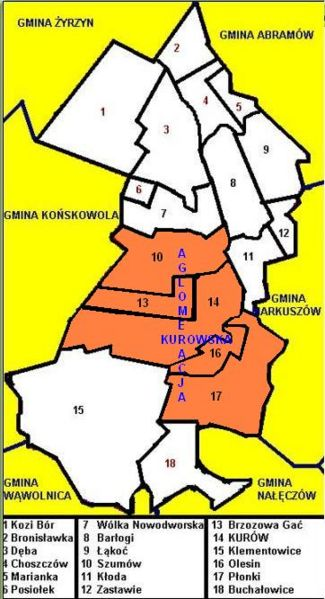
Гмина Курув